# Si Bouaziz ben M'hamed ben Gana
Si Bouaziz ben M'hamed ben Gana (arabe : سي أمحمد بن بوعزيز بن قانة, orthographié aussi Bouaziz Bengana, ou Bouaziz ben Gana, ou Bou Aziz ben Ganah ; né en 1879 et mort le 17 juin 1945) est une des grandes figures du monde musulman algérien durant l'Algérie française.
Issu d'une lignée de cheikhs el Arab, du beylik de Constantine, depuis 1762, il a été Bachagha des Zibans (région des oasis à la porte du désert entre les monts du Zab et les Aurès dont la ville principale est Biskra) du temps de l'Algérie française.
Il était Grand-croix de la Légion d'honneur.

## Biographie

### Famille

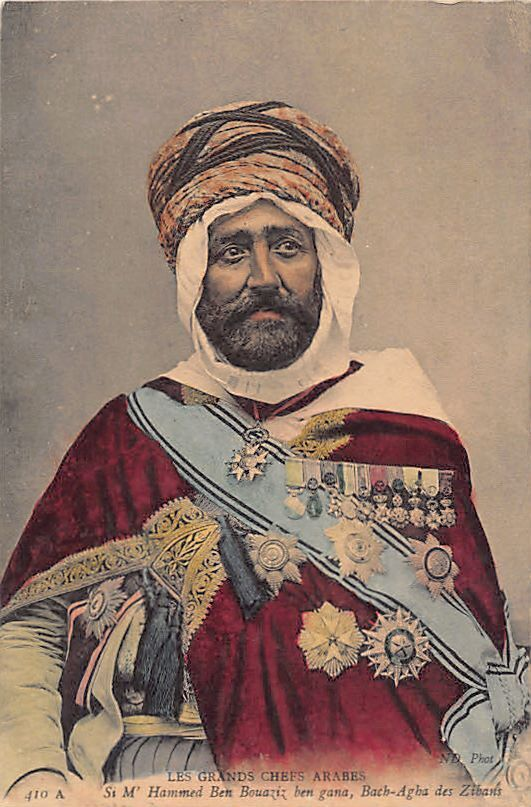
Si M'Hammed ben Bouaziz ben Gana (1847-1910), père de Si Bouaziz

Si Bouaziz est le fils de Si M'hamed ben Bouaziz ben Gana (orthographié aussi Mohammed ben Gana), né en 1847 à Biskra et décédé le 29 septembre 1910 au château Gérard dans son domaine d'Oued Athmania, agha en 1894, bachagha en 1901 et Grand officier de la Légion d'honneur en 1909. Personnalité importante, Si M'hamed ben Bouaziz ben Gana fut notamment désigné pour faire partie de l'escorte d'honneur du tsar Nicolas II de Russie lors de son voyage en France en 1896, puis invité à assister a la revue de Reims, avec ses deux fils, lors d'un second voyage du tsar en 1901.
En tant que cheikh el arab,, ses ancêtres figuraient parmi les principaux dignitaires et feudataires des beys de Constantine. Ils étaient à la tête des tribus makhzen, issues de la confédération des Dhouaouda notamment.
L'un de ses arrière-grands-oncles, également nommé Bouaziz Ben Boulakhras Bengana (1879-1945), est un dignitaire algérien qui, au nom du Bey de Constantine, gouvernait et contrôlait une vaste région située le long de l'oued el-Arab, d'où le titre de cheikh el-Arab dont il fut investi par Ahmed Bey puis le général Valée en 1839.
Géographiquement l'influence de la famille Bengana s'étendait sur une partie saharienne du Sud constantinois, notamment les Ziban et le Hodna. Lors de la prise de Constantine par les Français en 1837, le Cheikh El Arab de l'époque (Si Bouaziz Ben Boulakhras Bengana, oncle maternel du dernier Bey de Constantine) combattit dans l'armée d'Ahmed Bey (dernier Bey de Constantine). Après une décennie de résistance au côté de Elhadj Ahmed Bey, Si Bouaziz Ben Boulakhras Bengana, fit sa reddition et reconnut officiellement la souveraineté de la France deux ans après la prise de Constantine.
Cet ancêtre participe ensuite aux côtés de l'armée française à la conquête du Constantinois, notamment à la bataille de Salsou (24 mars 1840), conduite par le général Nicolas de Galbois (1778-1850). Il participe à l'écrasement de la révolte des Zibans, au moment de la conquête de l'Algérie par la France.

### Carrière
Bouaziz est fait agha en avril 1914 puis bachagha des Zibans en 1923. Son titre officiel fut Cheikh El Arab à partir de 1929. Il reçoit officiellement ce titre du gouvernement français et joue un rôle politique et militaire important. En janvier 1939, lors du voyage d'Édouard Daladier en Algérie, il accompagne aux côtés du général Catroux et du khalifa Djelloul Ben Lakhdar le cortège officiel.
Il fut membre de la commission pour les réformes musulmanes de 1944. Ses prises de position étaient les mêmes que celles de Oulamas réformateurs à la même époque - bien qu'il fût opposé à cette association pour des raisons idéologiques, étant très proche des zaouïas de tout le pays - Lesdites revendications étaient en faveur de l'égalité en droits et de l'amélioration des conditions de vie de tous les autochtones musulmans qu'on appelait « les indigènes » et ce quel que soit leur milieu social. Ses principales propositions étaient l’accès à l’instruction publique de tous les enfants musulmans, filles et garçons, et l’enseignement obligatoire de l’arabe à l’école. Une de ses citations qui figurent dans le procès-verbal de cette commission aux archives d'Outre-mer d'Aix-en-Provence est la suivante : « Notre langue maternelle ne devra plus être considérée comme langue étrangère et doit, à ce titre, être diffusée sérieusement. La langue arabe doit être intégrée dans l’enseignement public et enseignée dans tous les établissements scolaires. » Il recommandait également un large accès à l'enseignement supérieur de l'arabe dans les medersas d'Alger, de Constantine et de Tlemcen.
Il meurt le 17 juin 1945.

## Décorations
- Grand-croix de la Légion d'honneur (1930)[11],[12]
- Médaille Coloniale
- Palmes Académiques (officier)
- Ordre du Mérite agricole
- Ordre de Saint-Stanislas (Grand-croix) (Empire russe)
- Ordre de Léopold (officier) (Belgique)
- Nicham Iftikar - officier (Tunisie)
- Etoile Noire du Bénin (officier et grand-officier)
- Ordre royal du Cambodge
- Ordre de l’Étoile d’Anjouan (Grand-croix et Grand-cordon)
- Ordre du Bain (Royaume-Uni)
- 1re classe de l'Ordre de Saint-Stanislas (Empire russe)
- Ordre royal du Cambodge
- Ordre du Nichan el Anouar (Grand-croix)